# Augustin Dumon-Dumortier
Augustin Dumon-Dumortier, né le 4 décembre 1791 à Lille et mort le 28 janvier 1852 à Tournai, est un industriel, diplomate et homme d'État libéral belge.

## Biographie
Fils d'un négociant lillois, Augustin Dumon devient négociant et fabricant de sucre. Il s'installe à Tournai après son mariage avec Euphrosine Dumortier, fille de Pierre Ignace Joseph Dumortier, riche industriel de Tournai, et d'Euphrosine de Rasse (sœur de Charles-Henri-Joseph de Rasse). Ils seront les parents d'Auguste et Henri. Sa petite-fille, Berthe de Grand Ry, sera l'épouse du vicomte Alfred Simonis.
Naturalisé belge par le gouvernement provisoire le 5 novembre 1830, Augustin Dumon-Dumortier devient échevin de Tournai cette même année.
Élu sénateur pour l'arrondissement de Tournai en 1835, il siège à la Chambre haute jusqu'à sa mort. Le roi lui propose à trois reprises de se charger des affaires de l'État, propositions que décline Dumon-Dumortier. Brièvement gouverneur de la province de Hainaut de 1847 à 1848, il est bourgmestre de Tournai (1848-1852) et président du Sénat belge du 27 juin 1848 au 28 janvier 1852.
En 1849, il est envoyé aux Pays-Bas comme ministre plénipotentiaire pour assister au sacre de Guillaume III des Pays-Bas.

## Distinctions
- Ordre de Léopold
- Grand-croix de l'ordre de la Couronne de chêne